# بيركيلي (كاليفورنيا)
بيركيلي (بالإنجليزية: Berkeley)‏ هي إحدى مدن مقاطعة ألاميدا بولاية كاليفورنيا الأمريكية، وتقع على الشاطئ الشرقي لخليج سان فرانسيسكو شمالي كاليفورنيا في الولايات المتحدة الأمريكية, تحدها من الجنوب مدينتي أوكلاند وإمريفيل. ومن الشمال تحدها مدينة ألباني ومنطقة كنسغتون [الإنجليزية]. وللمدينة حدود مشتركة مع مقاطعة كونترا كوستا. واسم المدينة مأخوذ من اسم الفيلسوف والأسقف البريطاني الأصل جورج بيركلي.
وتحتضن المدينة حرماً جامعياً تابعاً لجامعة كاليفورنيا (بالإنجليزية: University of California, Berkeley أو UC Berkeley)، وهي تمثل أقدم حرم جامعي من بين العشرة الرئيسية التابعة لجامعة كاليفورنيا. حيث يعود تأسيسها إلى تاريخ 23 مارس 1868.

## التاريخ

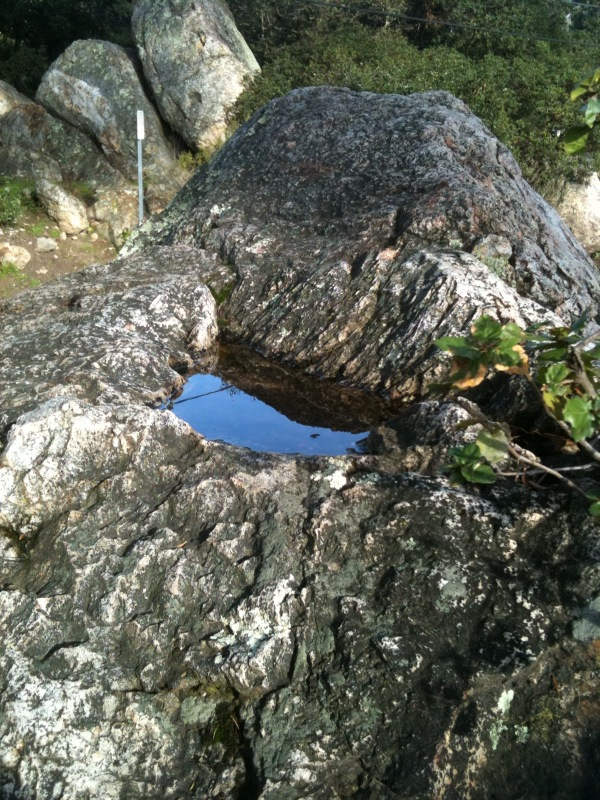
نموذج من حُفر الصخور التي كانت تستخدم لطحن الجوز.

منطقة مدينة بيركيلي الحالية كانت مستوطنة لشعب الأولون وقد كانوا يسمون هذه المنطقة باسم «چُچِنيو» Chochenyo، ومما يدلّ على وجودهم في هذه المنطقة هو وجود الحُفر على الصخور والتي كانوا يحفرونها لطحن الجوز.

## السكان
| سكان بيركيلي حسب العرق | سكان بيركيلي حسب العرق | سكان بيركيلي حسب العرق | سكان بيركيلي حسب العرق | سكان بيركيلي حسب العرق |
| ---------------------- | ---------------------- | ---------------------- | ---------------------- | ---------------------- |
| العرق                  | العرق                  |                        | النسبة                 | النسبة                 |
| البيض                  | البيض                  |                        | 59.50%                 | 59.50%                 |
| الآسيويون              | الآسيويون              |                        | 19.3%                  | 19.3%                  |
| الأفارقة الأمريكيون    | الأفارقة الأمريكيون    |                        | 10%                    | 10%                    |
| قوميات أخرى            | قوميات أخرى            |                        | 4.6%                   | 4.6%                   |

حسب الإحصاءات الأمريكية لسنة 2010 فإن عدد سكان بيركيلي يبلغ 112,580 نسمة، وتبلغ الكثافة السكانية في بيركيلي 10,752 لكل ميل مربع (4,104/كم2).

## معالم المدينة
| حديقة زهور بيركيلي هو متنزه مملوك لإدارة مدينة بيركيلي، وتقع في منطقة سكنية في تلال بيركيلي [الإنجليزية]، وقد بدأ إنشاء هذه الحديقة ما يقارب الخمس سنوات امتدت من سنة 1932 إلى 1937. ويحتوي القسم الشمالي من الحديقة على عدد من ملاعب التنس، وأما القسم الجنوبي فهو بستانٌ من أشجار السيكويا دائمة الخضرة والغار وغيرها من الأشجار. |
| متحف بيركيلي للفن وأرشيف باسيفيك للأفلام (بالإنجليزية: Berkeley Art Museum and Pacific Film Archive) هو مؤسسة مرتبطة بجامعة كاليفورنيا - فرع بيركيلي، |
| حديقة تيلدن (بالإنجليزية: Tilden Regional Park) هي حديقة إقليمية |
| المسرح اليوناني ويعرف رسمياً بإسم William Randolph Hearst Greek Theatre ولكن يُسمى في أوساط الناس Greek Theatre، وهو مسرح مصمم على الطريقة اليونانية ويحتوي حوالي 8500 مقعد وتُنظّم فيه حفلات موسيقية وتجمعات وما شابه. |

## أعلام بيركيلي

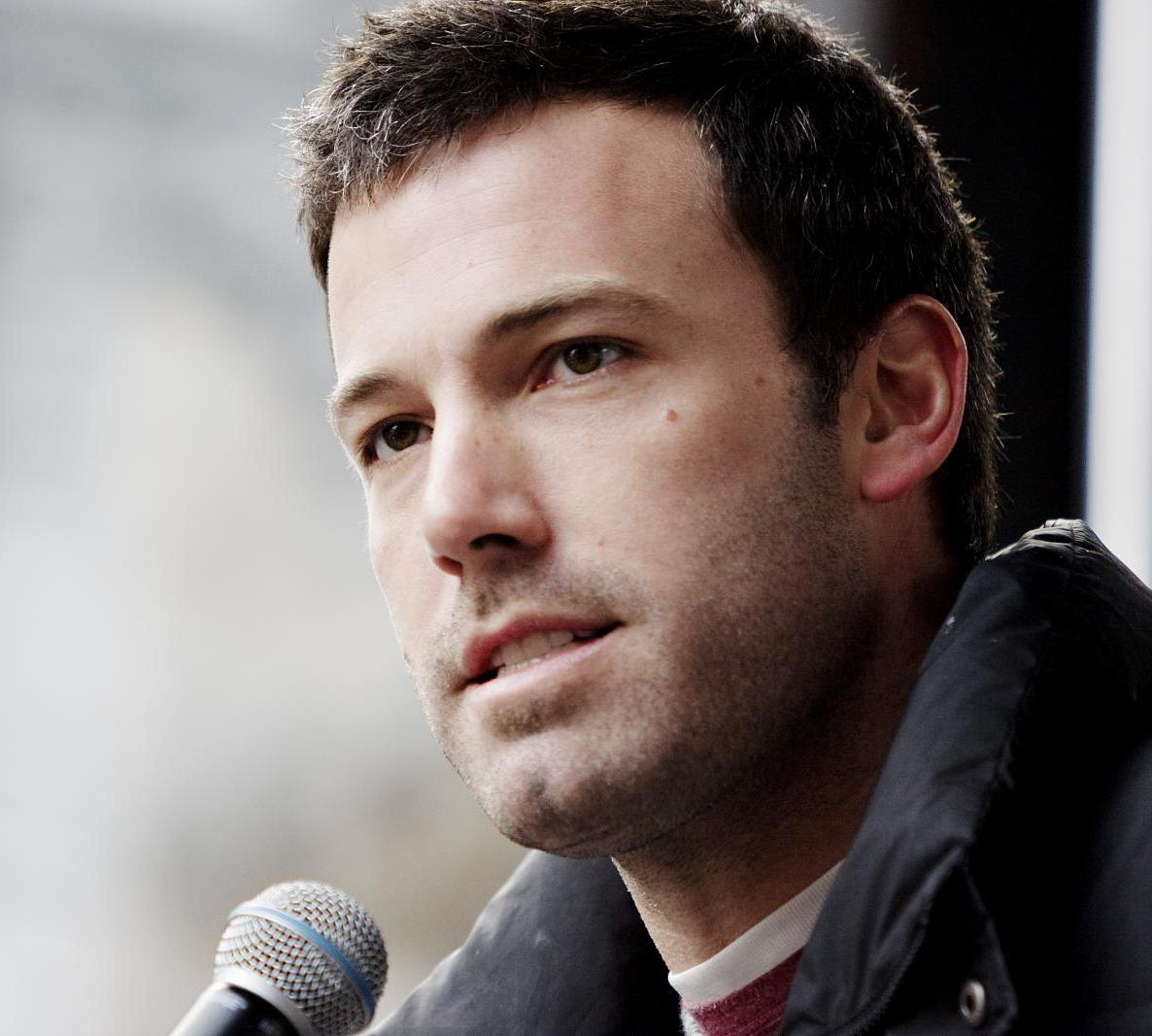
بن أفليك.

### ممثلون ومغنيون
- بن أفليك. ممثل ومخرج وكاتب سيناريو، حاصل على جائزتي الأوسكار والغولدن غلوب عام 1997 عن أفضل نص أصلي لفيلم Good Will Hunting عن أحسن سيناريو، كما حصل على جائزة نقابة ممثلي الشاشة 1998 كأفضل فريق ممثلين عن دورهم في فيلم شكسبير في الحب، بن متزوج من الممثلة الأمريكية جينيفر غارنر منذ 2005 ولديهما طفلتان، وقد حصل على لقب أكثر الرجال الأحياء جاذبية من خلال تصنيف مجلة بيبول الفنية عام 2002.

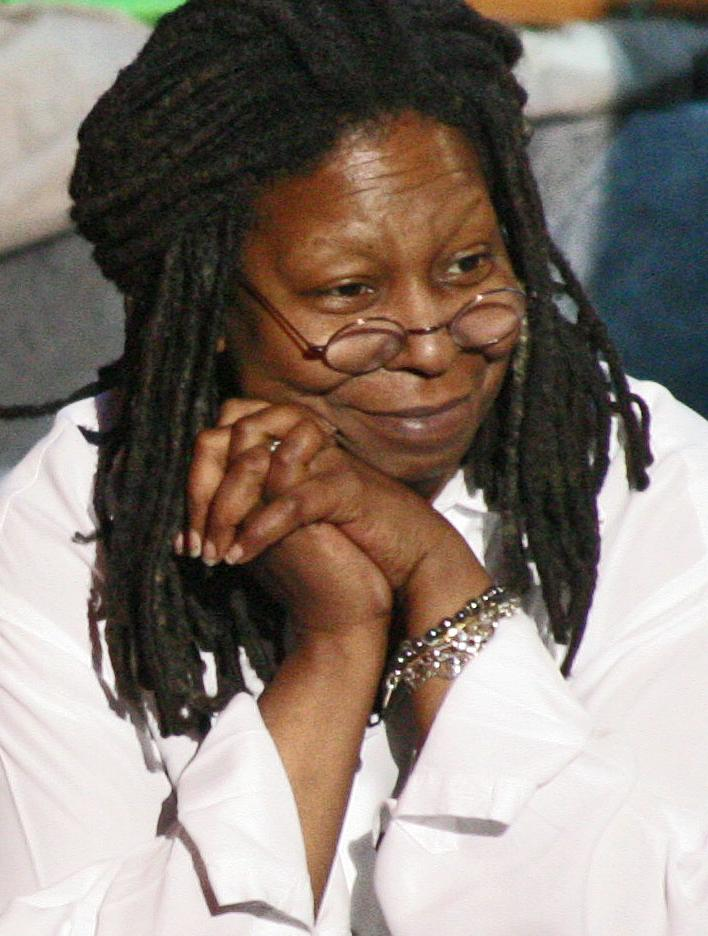
ووبي غولدبرغ.

- ووبي غولدبرغ. ممثلة كوميدية وناشطة ومغنية وكاتبة أغان، وشخصية إعلامية. من أشهر أفلامها Sister Act في 1992. والجزء الثاني للفيلم Sister Act 2: Back in the Habit في 1993. وMade in America في 1993. وHow Stella Got Her Groove Back في 1998. وGirl, Interrupted في 1999. وRat Race في 2001. كما قامت بأداء دور «غوينان» في مسلسل الخيال العلمي Star Trek: The Next Generation.

### آخرون
- ديفيد برو [الإنجليزية]. كان ناشطاً بيئياً ومؤسساً لعدد من المنظمات للحفاظ على البيئة من ضمنها مؤسسة Sierra Club Foundation، وقد كان في شبابه هاوياً لتسلق الجبال ومن متسلقي الجبال المشهورين.
- إيريك آلمان. مبرمج حاسوبي عُرف واشتهر بتطويره تقنية سندميل [الإنجليزية].